# Liste der Kulturgüter im Verwaltungskreis Obersimmental-Saanen
Die Liste der Kulturgüter im Verwaltungskreis Obersimmental-Saanen enthält alle Objekte in den Gemeinden des Verwaltungskreises Obersimmental-Saanen im Kanton Bern, die gemäss der Haager Konvention zum Schutz von Kulturgut bei bewaffneten Konflikten, dem Bundesgesetz vom 20. Juni 2014 über den Schutz der Kulturgüter bei bewaffneten Konflikten sowie der Verordnung vom 29. Oktober 2014 über den Schutz der Kulturgüter bei bewaffneten Konflikten unter Schutz stehen.

## Kulturgüterlisten der Gemeinden
- Boltigen
- Gsteig bei Gstaad
- Lauenen
- Lenk
- Saanen
- St. Stephan
- Zweisimmen